# 壱岐水道
壱岐水道（いきすいどう）は、九州本島西北部の東松浦半島と壱岐島の間にある水道。壱岐海峡（いきかいきょう）とも言う。

## 概要
東西に日本海（玄界灘）と東シナ海をつないでおり、壱岐島を挟んで北側に対馬海峡（東水道・西水道）と並行している。幅約20km。水道内の九州本島寄りには馬渡島・加唐島などの島があり、これらは佐賀県に属している。
対馬海流が流入するため温暖であり、クジラやイルカやウミガメや暖時性の回遊魚などの通り道（回遊経路）となっているが、江戸時代や明治時代まではとくに沿岸性のヒゲクジラ類やニホンアシカなどが一帯で狩猟の対象とされ、現代でも壱岐水道や対馬海峡は現代の日本列島でもクジラと高速船が衝突する危険性がとくに高い海域の一つとなっている。